# Ostia suburbikariska stift
Ostia suburbikariska stift, tidigare Ostia och Velletri suburbikariska stift, är ett stift inom Romersk-katolska kyrkan beläget i Rom, Italien. Stiftet är ett av de sju så kallade suburbikariska stiften, vilket innebär att det tjänar som säte för en av kyrkans kardinalbiskopar. Sedan 1150 har stiftet tilldelats till den främste bland kardinalerna, det vill säga kardinalkollegiets dekan, och Ostia är i den bemärkelsen det främsta av de suburbikariska stiften.
Stiftet tar sitt namn från staden Ostia, som tidigare fungerade som en fristående hamnstad men idag utgör en integrerad del av Roms storstadsområde. Under perioden 1105–1914 var stiftet sammanslaget med Velletri, under namnet Ostia och Velletri (italienska: Ostia e Velletri).
Domkyrka är basilikan Santa Aurea, byggd på 1400-talet och tillägnad det italienska helgonet med samma namn.
Biskop är sedan 2020 kardinal Giovanni Battista Re, men i praktiken är biskopsämbetet överlåtet till en apostolisk administrator.